# Gregory, Oklahoma
Gregory är en ort i Rogers County, Oklahoma, USA.